# Афера Томаса Крауна (фильм, 2027)
«Афера Томаса Крауна» (англ. The Thomas Crown Affair) — предстоящий американский романтический фильм-ограбление режиссёра Майкла Б. Джордана по сценарию Дрю Пирса. Ремейк одноимённого фильма 1968 года. В главных ролях снялись Джордан, Адриа Архона, Кеннет Брана, Лили Глэдстоун, Данай Гурира и Пилу Асбек.
Премьера фильма в США запланирована на 5 марта 2027 года.

## Сюжет
Томас Краун — миллиардер, который крадёт картину. Его преследует страховой следователь, и во время этой игры в кошки-мышки они влюбляются друг в друга.

## В ролях
- Майкл Б. Джордан — Томас Краун
- Адриа Архона
- Кеннет Брана
- Лили Глэдстоун
- Данай Гурира
- Пилу Асбек
- Аиша Харт

## Производство
В феврале 2016 года Майкл Б. Джордан обратился в Metro-Goldwyn-Mayer с предложением о новой адаптации фильма «Афера Томаса Крауна» (1968) с надеждой сыграть главную роль. В апреле 2019 года стало известно, что Энтони Руссо и Джо Руссо будут продюсировать новый фильм через свою производственную компанию AGBO. В апреле 2023 года после приобретения MGM Amazon объявила о планах перезагрузить франшизу, и новая полнометражная версия начала разрабатываться через Amazon Studios, позже переименованную в Amazon MGM Studios. В сентябре 2024 года Джордан стал режиссёром и продюсером, а Дрю Пирс — автором сценария, основываясь на предыдущем черновике Уэса Тука и Джастина Бритт-Гибсона. В марте 2025 года Тейлор Рассел получила роль в фильме. В июле в состав актёров также вошли Кеннет Брана, Лили Глэдстоун, Данай Гурира, Пилу Асбек и Айша Харт, а Чарльз Ровен и его компания Atlas Entertainment присоединились к производству. Во время съёмок Рассел покинула проект из-за творческих разногласий. Её заменила Адриа Архона.
Основные съёмки начались 7 июля 2025 года в студии Elstree в Англии.
Премьера фильма в США запланирована на 5 марта 2027 года в формате IMAX.